# 佩里格賴納斯峰
佩里格賴納斯峰（英語：Peregrinus Peak），是南極洲的山峰，位於葛拉漢地的法利埃海岸，處於蒂莫斯塞內斯山東南面6公里，海拔高度1,915米，在1947年11月27日由美國探險隊拍攝空中照片，現時由南極條約體系管理。